# قطعنامه ۱۳۹۹ شورای امنیت
قطعنامه ۱۳۹۹ شورای امنیت سازمان ملل متحد که در تاریخ ۱۹ مارس ۲۰۰۲ تصویب شد، سندی بین‌المللی دربارهٔ اوضاع در مورد جمهوری دموکراتیک کنگو است. این قطعنامه طی نشست ۴۴۹۵ام با ۱۵ رای موافق، ۰ مخالف و ۰ ممتنع تصویب شد.